# 1053

## Události
- 18. červen – bitva u Civitate – papežská armáda poražena 3 000 normanskými jezdci hraběte Humphreye de Hautevilla.
- Malcolm Canmore se v čele vojska vrátil do Skotska.
- Byl postaven chrám Bjódóin v Udži v prefektuře Kjóto. (přibližné datum)
- Jōchō vytváří sochu Amida Buddha v Byodo-inu. (přibližné datum)

## Narození
- 7. července – Širakawa, japonský císař († 24. července 1129)
- ? – Hugo z Grenoblu, francouzský biskup a svatý († 1. dubna 1132)
- ? – Vladimír II. Monomach, veliký kníže kyjevský († 19. května 1125)

## Úmrtí
- 25. březen – Svatý Prokop, kněz a později poustevník, zakladatel Sázavského kláštera (* kolem 970)
- 15. duben – Godwin, earl z Wessexu, anglický šlechtic (* 1001)

## Hlavy států
- České knížectví – Břetislav I.
- Papež – Lev IX.
- Svatá říše římská – Jindřich III. Černý
- Anglické království – Eduard III. Vyznavač
- Aragonské království – Ramiro I.
- Barcelonské hrabství – Ramon Berenguer I. Starý
- Burgundské království – Rudolf III.
- Byzantská říše – Konstantin IX. Monomachos
- Dánské království – Sven II. Estridsen
- Francouzské království – Jindřich I.
- Kyjevská Rus – Jaroslav Moudrý
- Kastilské království – Ferdinand I. Veliký
- Leonské království – Ferdinand I. Veliký
- Navarrské království – García V. Sánchez
- Norské království – Harald III. Hardrada
- Polské knížectví – Kazimír I. Obnovitel
- Skotské království – Macbeth I.
- Švédské království – Emund Starý
- Uherské království – Ondřej I.